# Dżyraszen (Ararat)
Dżyraszen – wieś w Armenii, w prowincji Ararat. W 2011 roku liczyła 1607 mieszkańców.